# Frederick Low
Frederick Ferdinand Low (30 de junho de 1828 – 21 de julho de 1894) foi um político e diplomata norte-americano que exerceu como o nono governador da Califórnia, de 1863 até 1867. Antes disso, foi membro da Câmara dos Representantes dos EUA, entre 1862 e 1863, e, mais tarde, foi nomeado Embaixador dos EUA na China, cargo que ocupou de 1869 até 1873.

## Primeiros anos e educação
Nascido em Frankfort (atualmente Winterport, no estado do Maine) em 1828, Low estudou na Hampden Academy, localizada em Hampden, Maine.

## Carreira
Low mudou-se para a Califórnia em 1849, entrando no ramo de transportes marítimos em São Francisco. De 1854 a 1861, exerceu como banqueiro na cidade de Marysville, também na Califórnia.
Em 1861, foi eleito como membro do Partido Republicano para o 37º Congresso, mas só pôde tomar posse após a aprovação de um ato especial do Congresso. Exerceu como congressista de 3 de junho de 1862 até 3 de março de 1863.
Em 1863, foi nomeado coletor da alfândega do Porto de São Francisco. No mesmo ano, foi eleito o 9º governador da Califórnia, exercendo o cargo de 10 de dezembro de 1863 até 5 de dezembro de 1867. Foi o último governador da Califórnia durante a Guerra Civil Americana. Durante seu governo, fixou-se na Mansão Stanford, que serviu como residência e escritório oficial do governador até a inauguração do Capitólio Estadual da Califórnia, em 1869. Entre os marcos de sua administração destacam-se a criação do Parque Nacional de Yosemite e a fundação da Universidade da Califórnia. Low é frequentemente lembrado como o "pai da Universidade da Califórnia", embora tenha sido seu sucessor, Henry H. Haight, quem assinou oficialmente a carta de fundação da universidade.
Low exerceu como Embaixador dos EUA na China, cargo diplomático que ocupou de 1869 até 1874.

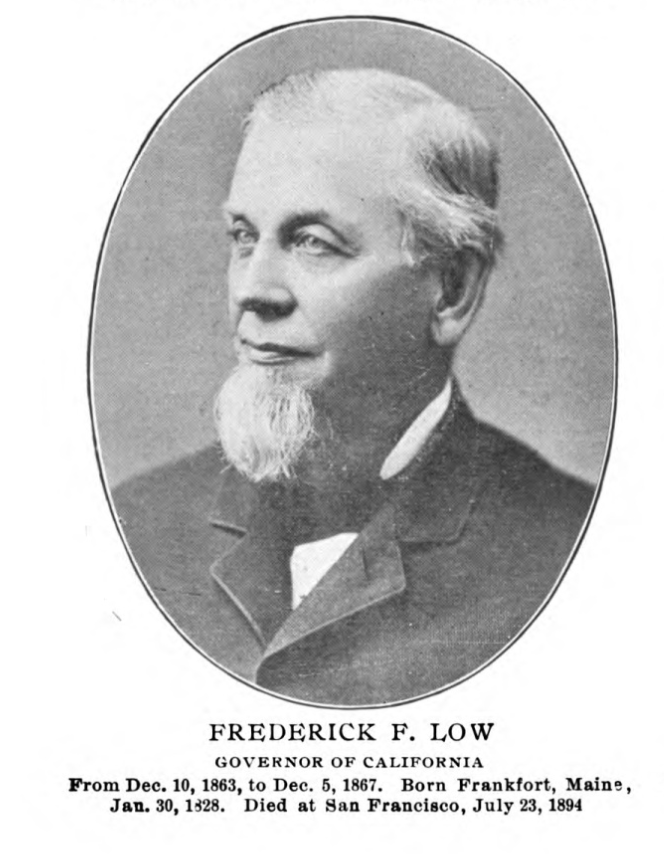
Low em seus últimos anos

## Vida pessoal
Faleceu em São Francisco no dia 21 de julho de 1894. Está sepultado no Cemitério Cypress Lawn, localizado na cidade de Colma, Califórnia.